# Baošići
Baošići är en ort i Montenegro. Den ligger i den sydvästra delen av landet vid Kotorbukten. Baošići ligger 7 meter över havet och antalet invånare är 603.
Terrängen runt Baošići är kuperad åt sydost, men åt nordväst är den bergig. Närmaste större samhälle är Herceg Novi, 7,7 km väster om Baošići. I omgivningarna runt Baošići växer i huvudsak blandskog.